# Asura serratilinea
Asura serratilinea är en fjärilsart som beskrevs av Turner 1940. Asura serratilinea ingår i släktet Asura och familjen björnspinnare. Inga underarter finns listade i Catalogue of Life.